# Vladimir Koretski
Vladimir Michailovitsj Koretski (Russisch: Владимир Михайлович Корецкий, Oekraïens: Володимир Михайлович Корецький) (Jekaterinoslav, 18 februari [O.S. 6 februari] 1890 - Kiev, 25 juli 1984) was een Russisch-Oekraïens rechtsgeleerde en internationaal rechter. Hij was hoogleraar en publiceerde meer dan 100 wetenschappelijke werken. Hij vertegenwoordigde zijn land tijdens verschillende internationale conferenties en was rechter van het Internationaal Gerechtshof.

## Levensloop
Koretski studeerde tot 1916 rechten aan de Nationale Universiteit van Charkov. Sinds 1920 doceerde hij staats- en rechtsgeschiedenis aan het Rechtswetenschappelijk Instituut Charkov. Tijdens de Tweede Wereldoorlog werd Koretski naar Tasjkent geëvacueerd, waar hij eveneens werkzaam was als docent. In 1944 keerde hij naar het instituut in Charkov terug en doceerde daar sindsdien internationaal recht.
Vijf jaar later werd hij leider van het Instituut voor Staat en Recht van de Nationale Academie van Wetenschappen van Oekraïne; van de Academie van Wetenschappen was hij volwaardig lid geworden in 1948. Hij publiceerde in zijn leven meer dan 100 wetenschappelijke werken.
Naast zijn wetenschappelijke werkzaamheden nam Koretski deel aan een aantal internationale conferenties als gedelegeerde van zowel de Sovjet-Unie als de Oekraïense Socialistische Sovjetrepubliek. Onder meer nam hij in 1958 en 1960 deel aan de Internationale Zeerechtenconferentie van de Verenigde Naties.
In 1960 werd hij gekozen tot rechter van het Internationaal Gerechtshof in Den Haag. Deze functie bekleedde hij van 1961 tot 1970, waarbij hij van 1967 tot 1970 vicepresident was van het hof.
Koretski werd bekroond met meerdere hoge staatsonderscheidingen, waaronder in de Leninorde en de Orde van de Rode Vlag van de Arbeid.
- Gemeinsame Normdatei: 129458694
- International Standard Name Identifier: 0000 0000 9247 2988
- Library of Congress Control Number: n85060332
- Nationale Bibliotheek van Letland: 000073749
- Nationale Bibliotheek van Israël: 987007301128205171
- Nederlandse Thesaurus van Auteursnamen: 122013506
- Système universitaire de documentation: 094604347
- Virtual International Authority File: 97115685
- WorldCat: E39PBJgCPvCqBCXy4cYjc8WRrq